# Macrosiphum ranunculi
Macrosiphum ranunculi är en insektsart. Macrosiphum ranunculi ingår i släktet Macrosiphum och familjen långrörsbladlöss. Inga underarter finns listade i Catalogue of Life.